# دانيال لافي
دانيال لافي (بالإنجليزية: Daniel Levy)‏ هو سياسي أسترالي، ولد في 30 نوفمبر 1872، وتوفي في 30 مايو 1937. انتخب عضو الجمعية التشريعية نيو ساوث ويلز.